# Buch- und Medienwirtschaft - Buch- und Musikalienhandel
Buch- und Medienwirtschaft - Buch- und Musikalienhandel ist ein Lehrberuf in Österreich.

## Aufgaben
Buch- und Musikalienhändler handeln mit Büchern, Musikalien und anderen Medien. Zu ihren Aufgabenbereichen zählen der Verkauf von Büchern und anderen Medien, kaufmännische Tätigkeiten sowie das Bestellen und Bewerben der Produkte.

## Ausbildung
Die Ausbildung dauert drei Jahre. Sie erfolgt überwiegend im Ausbildungsbetrieb und begleitend dazu in der Berufsschule, die den theoretischen Hintergrund zur Ausübung des Berufs vermittelt.

## Anforderungen
Der Beruf erfordert kaufmännisches Verständnis, EDV-Kenntnisse, Verkaufstalent, Kommunikationsfähigkeit und Kundenorientierung, sowie ein gepflegtes Erscheinungsbild.